# Озрен (Илијаш)
Озрен је насељено место у Босни и Херцеговини, у општини Илијаш, које административно припада Федерацији Босне и Херцеговине. Према попису становништва из 1991. у насељу је живело 7 становника.

## Становништво
По последњем службеном попису становништва из 1991. године, у насељу Озрен је живело 7 становника. Сви становници су били Срби.